# Sportgemeinschaft 09 Wattenscheid 1995-1996
Questa voce raccoglie le informazioni riguardanti la Sportgemeinschaft 09 Wattenscheid nelle competizioni ufficiali della stagione 1995-1996.

## Stagione
Nella stagione 1995-1996 il Wattenscheid, allenato da Franz-Josef Kneuper, Jupp Koitka e Peter Vollmann, concluse il campionato di 2. Bundesliga al 18º posto e fu retrocesso in Regionalliga. In Coppa di Germania il Wattenscheid fu eliminato al secondo turno dal Kaiserslautern.

## Rosa
| N. |                     | Ruolo | Calciatore          |
| -- | ------------------- | ----- | ------------------- |
| 1  | Germania (bandiera) | P     | Peter Martin        |
| 4  | Germania (bandiera) | D     | Andreas Teichmann   |
| 8  | Germania (bandiera) | A     | Sergio Allievi      |
| 14 | Germania (bandiera) | C     | Dennis Lucke        |
| 15 | Germania (bandiera) | C     | André Gumprecht     |
| 16 | Germania (bandiera) | C     | Rainer Schümann     |
| 17 | Germania (bandiera) | C     | Marcus Hasecke      |
| 22 | Germania (bandiera) | D     | Olaf Skok           |
|    | Germania (bandiera) | P     | Frank Kurth         |
|    | Germania (bandiera) | D     | Sven Backhaus       |
|    | Germania (bandiera) | D     | Andreas Golombek    |
|    | Germania (bandiera) | D     | Carsten Keuler      |
|    | Germania (bandiera) | D     | Thomas Ridder       |
|    | Germania (bandiera) | D     | Jörg Sobiech        |
|    | Germania (bandiera) | D     | Alexander Strehmel  |
|    | Germania (bandiera) | C     | Hans-Jürgen Brunner |

| N. |                        | Ruolo | Calciatore        |
| -- | ---------------------- | ----- | ----------------- |
|    | Germania (bandiera)    | C     | Eduard Buckmaier  |
|    | Germania (bandiera)    | C     | Marko Jedlicka    |
|    | Croazia (bandiera)     | C     | Matejas Jozipović |
|    | Germania (bandiera)    | C     | Dirk Klinge       |
|    | Gambia (bandiera)      | C     | Abu Njie          |
|    | Polonia (bandiera)     | C     | Michał Probierz   |
|    | Germania (bandiera)    | C     | Andreas Sassen    |
|    | Germania (bandiera)    | C     | Mark Schierenberg |
|    | Germania (bandiera)    | C     | Adrian Spyrka     |
|    | Turchia (bandiera)     | A     | Ahmet Dursun      |
|    | Paesi Bassi (bandiera) | A     | Erik Groeleken    |
|    | Croazia (bandiera)     | A     | Tomislav Marić    |
|    | Germania (bandiera)    | A     | Tino Milde        |
|    | Germania (bandiera)    | A     | Michael Preetz    |
|    | Germania (bandiera)    | A     | Giuseppe Reina    |
|    | Germania (bandiera)    | A     | Guido Silberbach  |

## Organigramma societario
Area tecnica
- Allenatore: Peter Vollmann
- Allenatore in seconda:
- Preparatore dei portieri:
- Preparatori atletici:

## Calciomercato

### Sessione estiva
| Acquisti | Acquisti            | Acquisti           | Acquisti |
| R.       | Nome                | da                 | Modalità |
| -------- | ------------------- | ------------------ | -------- |
| C        | Andreas Sassen      | Dnipro             |          |
| A        | Sergio Allievi      | Fortuna Düsseldorf |          |
| D        | Sven Backhaus       | Fortuna Düsseldorf |          |
| A        | Jörg Beyel          | Viktoria Colonia   |          |
| C        | Hans-Jürgen Brunner | Wolfsburg          |          |
| C        | André Gumprecht     | Viktoria Colonia   |          |
| C        | Matejas Jozipović   | Segesta            |          |
| A        | Tomislav Marić      | Karlsruhe          |          |
| P        | Peter Martin        | VfR Sölde          |          |
| C        | Michał Probierz     | Uerdingen 05       |          |
| C        | Mark Schierenberg   | Schalke 04         |          |
| C        | Adrian Spyrka       | Rot-Weiss Essen    |          |

| Cessioni | Cessioni          | Cessioni          | Cessioni |
| R.       | Nome              | a                 | Modalità |
| -------- | ----------------- | ----------------- | -------- |
| A        | Jörg Beyel        | Rot-Weiss Essen   |          |
| C        | Ivica Jozić       | Wolfsburg         |          |
| C        | Karel Kula        | Baník Ostrava     |          |
| A        | Marek Leśniak     | Monaco 1860       |          |
| D        | Hans-Werner Moser | Verl              |          |
| D        | Patrick Notthoff  | Verl              |          |
| C        | Carsten Wolters   | Borussia Dortmund |          |

### Sessione invernale
| Acquisti | Acquisti       | Acquisti          | Acquisti |
| R.       | Nome           | da                | Modalità |
| -------- | -------------- | ----------------- | -------- |
| A        | Erik Groeleken | Arminia Bielefeld |          |

| Cessioni | Cessioni | Cessioni | Cessioni |
| R.       | Nome     | a        | Modalità |
| -------- | -------- | -------- | -------- |

## Risultati

### 2. Bundesliga

#### Girone di andata
| Arbitro: | Fröhlich |

|            |           |                         |
| Preetz 44’ | Marcatori | 22’ Čović 38’ Wiesinger |

| Arbitro: | Dörr |

|                         |           |  |
| Beck 31’ Svinggaard 78’ | Marcatori |  |

| Arbitro: | Müller |

|                                                                  |           |                      |
| Akpoborie 4’ Hayer 39’ Keuler 46’ (aut.) Gerlach 72’ Hofmann 79’ | Marcatori | 83’ Keuler 86’ Marić |

| Arbitro: | Leimert |

|          |           |                              |
| Skok 83’ | Marcatori | 77’ Maucksch 84’ Tyszkiewicz |

| Arbitro: | Schütz |

|               |           |  |
| Radlspeck 40’ | Marcatori |  |

| Arbitro: | Pohlmann |

|           |           |                |
| Reina 64’ | Marcatori | 45’ Zimmermann |

| Arbitro: | Kemmling |

|                   |           |  |
| Gütschow 11’, 43’ | Marcatori |  |

| Arbitro: | Zerr |

|                             |           |                      |
| Preetz 8’, 36’ Golombek 46’ | Marcatori | 7’ Walter 31’ Hobday |

| Arbitro: | Müller |

|                                       |           |  |
| Backhaus 52’ (aut.) Ziemer 67’ (rig.) | Marcatori |  |

| Arbitro: | Dardenne |

|  |           |                         |
|  | Marcatori | 28’ Schütterle 76’ Vana |

| Arbitro: | Fandel |

|                         |           |                       |
| Kracht 14’ Michalke 85’ | Marcatori | 61’ Sobiech 74’ Reina |

| Arbitro: | Habermann |

|                                            |           |            |
| Reina 9’, 60’, 88’ Klinge 32’ Probierz 58’ | Marcatori | 59’ Babatz |

| Arbitro: | Blumenstein |

|                    |           |           |
| Golke 42’ Koch 49’ | Marcatori | 62’ Marić |

| Arbitro: | Berg |

|                      |           |              |
| Reina 47’ Spyrka 56’ | Marcatori | 71’ Hoffmann |

| Arbitro: | Frey |

|                        |           |  |
| Mencel 37’ Viertel 80’ | Marcatori |  |

| Arbitro: | Keßler |

|                          |           |  |
| Preetz 7’, 61’ Reina 66’ | Marcatori |  |

| Arbitro: | Weiner |

|           |           |                 |
| Kovač 57’ | Marcatori | 75’, 77’ Preetz |

#### Girone di ritorno
| Arbitro: | Dehmelt |

|                                     |           |  |
| Kurth 15’ Moore 24’ Przondziono 78’ | Marcatori |  |

| Arbitro: | Haupt |

|                         |           |                           |
| Golombek 54’ Sassen 64’ | Marcatori | 24’, 26’ Beck 29’ Lottner |

| Bochum 8 marzo 1996, ore 19:30 CET 20ª giornata | Wattenscheid 09 | 0 – 0 referto | Waldhof Mannheim | Lohrheidestadion (1 824 spett.)\| Arbitro: \| Kemmling \| |
| Arbitro:                                        | Kemmling        |               |                  |                                                           |

| Arbitro: | Fandel |

|              |           |  |
| Dammeier 76’ | Marcatori |  |

| Bochum 24 marzo 1996, ore 15:00 CET 22ª giornata | Wattenscheid 09 | 0 – 0 referto | Unterhaching | Lohrheidestadion (1 000 spett.)\| Arbitro: \| Dörr \| |
| Arbitro:                                         | Dörr            |               |              |                                                       |

| Arbitro: | Hilmes |

|                |           |           |
| Zimmermann 14’ | Marcatori | 10’ Marić |

| Arbitro: | Hauer |

|                    |           |                               |
| Marić 0’ Reina 33’ | Marcatori | 0’ (aut.) Sobiech 26’ Panadić |

| Arbitro: | Aust |

|            |           |  |
| Walter 27’ | Marcatori |  |

| Arbitro: | Friedrichs |

|                         |           |                   |
| Marić 18’ Groeleken 23’ | Marcatori | 68’ Grevelhörster |

| Arbitro: | Byernetzky |

|  |           |               |
|  | Marcatori | 5’, 51’ Marić |

| Arbitro: | Koop |

|               |           |                                    |
| Groeleken 63’ | Marcatori | 26’ Michalke 43’ Közle 47’ Peschel |

| Arbitro: | Fischer |

|                                 |           |  |
| Winkler 10’ Dehne 49’ Majak 65’ | Marcatori |  |

| Arbitro: | Prengel |

|                          |           |                                      |
| Golombek 87’ Allievi 90’ | Marcatori | 52’ Hempel 56’ Jurgeleit 79’ Kindgen |

| Arbitro: | Leimert |

|                 |           |  |
| Bittencourt 74’ | Marcatori |  |

| Arbitro: | Weiner |

|                             |           |             |
| Golombek 24’ Reina 27’, 59’ | Marcatori | 15’ Kirsten |

| Arbitro: | Fleischer |

|                                                 |           |  |
| Winter 7’ Claaßen 28’ von Ahlen 48’ Snyders 83’ | Marcatori |  |

| Bochum 8 giugno 1996, ore 15:30 CEST 34ª giornata | Wattenscheid 09 | 0 – 0 referto | Hertha Berlino | Lohrheidestadion (1 000 spett.)\| Arbitro: \| Heynemann \| |
| Arbitro:                                          | Heynemann       |               |                |                                                            |

### Coppa di Germania
| Arbitro: | Weiner |

|  |           |           |
|  | Marcatori | 79’ Beyel |

| Arbitro: | Scheuerer |

|                              |           |  |
| Koch 74’ Kuka 82’ Hengen 88’ | Marcatori |  |

## Statistiche

### Statistiche di squadra
| Competizione      | Punti | In casa | In casa | In casa | In casa | In casa | In casa | In trasferta | In trasferta | In trasferta | In trasferta | In trasferta | In trasferta | Totale | Totale | Totale | Totale | Totale | Totale | DR  |
| Competizione      | Punti | G       | V       | N       | P       | Gf      | Gs      | G            | V            | N            | P            | Gf           | Gs           | G      | V      | N      | P      | Gf     | Gs     | DR  |
| ----------------- | ----- | ------- | ------- | ------- | ------- | ------- | ------- | ------------ | ------------ | ------------ | ------------ | ------------ | ------------ | ------ | ------ | ------ | ------ | ------ | ------ | --- |
| 2. Bundesliga     | 31    | 17      | 6       | 5       | 6       | 28      | 24      | 17           | 2            | 2            | 13           | 10           | 33           | 34     | 8      | 7      | 19     | 38     | 57     | -19 |
| Coppa di Germania | -     | 0       | 0       | 0       | 0       | 0       | 0       | 2            | 1            | 0            | 1            | 1            | 3            | 2      | 1      | 0      | 1      | 1      | 3      | -2  |
| Totale            | 31    | 17      | 6       | 5       | 6       | 28      | 24      | 19           | 3            | 2            | 14           | 11           | 36           | 36     | 9      | 7      | 20     | 39     | 60     | -21 |

### Andamento in campionato
| Giornata  | 1  | 2  | 3  | 4  | 5  | 6  | 7  | 8  | 9  | 10 | 11 | 12 | 13 | 14 | 15 | 16 | 17 | 18 | 19 | 20 | 21 | 22 | 23 | 24 | 25 | 26 | 27 | 28 | 29 | 30 | 31 | 32 | 33 | 34 |
| --------- | -- | -- | -- | -- | -- | -- | -- | -- | -- | -- | -- | -- | -- | -- | -- | -- | -- | -- | -- | -- | -- | -- | -- | -- | -- | -- | -- | -- | -- | -- | -- | -- | -- | -- |
| Luogo     | C  | T  | T  | C  | T  | C  | T  | C  | T  | C  | T  | C  | T  | C  | T  | C  | T  | T  | C  | C  | T  | C  | T  | C  | T  | C  | T  | C  | T  | C  | T  | C  | T  | C  |
| Risultato | P  | P  | P  | P  | P  | N  | P  | V  | P  | P  | N  | V  | P  | V  | P  | V  | V  | P  | P  | N  | P  | N  | N  | N  | P  | V  | V  | P  | P  | P  | P  | V  | P  | N  |
| Posizione | 11 | 16 | 16 | 16 | 18 | 16 | 17 | 17 | 17 | 18 | 18 | 17 | 18 | 16 | 18 | 15 | 14 | 15 | 16 | 16 | 18 | 17 | 17 | 18 | 18 | 18 | 17 | 18 | 18 | 18 | 18 | 18 | 18 | 18 |

Legenda:

Luogo: C = Casa; T = Trasferta. Risultato: V = Vittoria; N = Pareggio; P = Sconfitta.

### Statistiche dei giocatori
!! colspan="4" | Totale

| Giocatore       | 2. Bundesliga | 2. Bundesliga | 2. Bundesliga | 2. Bundesliga | Coppa di Germania S. Allievi | Coppa di Germania S. Allievi | Coppa di Germania S. Allievi | Coppa di Germania S. Allievi | 27       | 1    | 3           | 0          | 2 | 0 | 0 | 0 | 29 | 1 | 3 | 0 |
| Giocatore       | Presenze      | Reti          | Ammonizioni   | Espulsioni    | Presenze                     | Reti                         | Ammonizioni                  | Espulsioni                   | Presenze | Reti | Ammonizioni | Espulsioni |   |   |   |   |    |   |   |   |
| S. Backhaus     | 19            | 0             | 4             | 1             | 1                            | 0                            | 0                            | 0                            | 20       | 0    | 4           | 1          |   |   |   |   |    |   |   |   |
| J. Beyel        | 7             | 0             | 0             | 0             | 2                            | 1                            | 0                            | 0                            | 9        | 1    | 0           | 0          |   |   |   |   |    |   |   |   |
| H. Brunner      | 16            | 0             | 3             | 0             | 1                            | 0                            | 1                            | 0                            | 17       | 0    | 4           | 0          |   |   |   |   |    |   |   |   |
| E. Buckmaier    | 9             | 0             | 2             | 0             | 1                            | 0                            | 0                            | 0                            | 10       | 0    | 2           | 0          |   |   |   |   |    |   |   |   |
| A. Dursun       | 4             | 0             | 0             | 0             | 0                            | 0                            | 0                            | 0                            | 4        | 0    | 0           | 0          |   |   |   |   |    |   |   |   |
| A. Golombek     | 29            | 4             | 8             | 0             | 2                            | 0                            | 0                            | 0                            | 31       | 4    | 8           | 0          |   |   |   |   |    |   |   |   |
| E. Groeleken    | 12            | 2             | 2             | 0             | 0                            | 0                            | 0                            | 0                            | 12       | 2    | 2           | 0          |   |   |   |   |    |   |   |   |
| A. Gumprecht    | 9             | 0             | 2             | 0             | 0                            | 0                            | 0                            | 0                            | 9        | 0    | 2           | 0          |   |   |   |   |    |   |   |   |
| M. Hasecke      | 9             | 0             | 0             | 1             | 0                            | 0                            | 0                            | 0                            | 9        | 0    | 0           | 1          |   |   |   |   |    |   |   |   |
| M. Jedlicka     | 1             | 0             | 0             | 0             | 0                            | 0                            | 0                            | 0                            | 1        | 0    | 0           | 0          |   |   |   |   |    |   |   |   |
| M. Jozipović    | 6             | 0             | 1             | 0             | 0                            | 0                            | 0                            | 0                            | 6        | 0    | 1           | 0          |   |   |   |   |    |   |   |   |
| C. Keuler       | 28            | 1             | 11            | 0             | 1                            | 0                            | 0                            | 0                            | 29       | 1    | 11          | 0          |   |   |   |   |    |   |   |   |
| D. Klinge       | 31            | 1             | 9             | 0             | 2                            | 0                            | 0                            | 0                            | 33       | 1    | 9           | 0          |   |   |   |   |    |   |   |   |
| F. Kurth        | 20            | 0             | 0             | 0             | 2                            | 0                            | 0                            | 0                            | 22       | 0    | 0           | 0          |   |   |   |   |    |   |   |   |
| D. Lucke        | 0             | 0             | 0             | 0             | 0                            | 0                            | 0                            | 0                            | 0        | 0    | 0           | 0          |   |   |   |   |    |   |   |   |
| T. Marić        | 31            | 7             | 2             | 0             | 2                            | 0                            | 0                            | 0                            | 33       | 7    | 2           | 0          |   |   |   |   |    |   |   |   |
| P. Martin       | 14            | 0             | 0             | 0             | 0                            | 0                            | 0                            | 0                            | 14       | 0    | 0           | 0          |   |   |   |   |    |   |   |   |
| T. Milde        | 6             | 0             | 3             | 0             | 1                            | 0                            | 0                            | 0                            | 7        | 0    | 3           | 0          |   |   |   |   |    |   |   |   |
| A. Njie         | 1             | 0             | 0             | 0             | 1                            | 0                            | 0                            | 0                            | 2        | 0    | 0           | 0          |   |   |   |   |    |   |   |   |
| M. Preetz       | 28            | 7             | 1             | 0             | 2                            | 0                            | 0                            | 0                            | 30       | 7    | 1           | 0          |   |   |   |   |    |   |   |   |
| M. Probierz     | 17            | 1             | 3             | 0             | 0                            | 0                            | 0                            | 0                            | 17       | 1    | 3           | 0          |   |   |   |   |    |   |   |   |
| G. Reina        | 31            | 10            | 6             | 1             | 2                            | 0                            | 0                            | 0                            | 33       | 10   | 6           | 1          |   |   |   |   |    |   |   |   |
| T. Ridder       | 0             | 0             | 0             | 0             | 0                            | 0                            | 0                            | 0                            | 0        | 0    | 0           | 0          |   |   |   |   |    |   |   |   |
| A. Sassen       | 10            | 1             | 2             | 0             | 0                            | 0                            | 0                            | 0                            | 10       | 1    | 2           | 0          |   |   |   |   |    |   |   |   |
| M. Schierenberg | 10            | 0             | 5             | 0             | 1                            | 0                            | 0                            | 0                            | 11       | 0    | 5           | 0          |   |   |   |   |    |   |   |   |
| R. Schümann     | 2             | 0             | 1             | 0             | 0                            | 0                            | 0                            | 0                            | 2        | 0    | 1           | 0          |   |   |   |   |    |   |   |   |
| G. Silberbach   | 0             | 0             | 0             | 0             | 0                            | 0                            | 0                            | 0                            | 0        | 0    | 0           | 0          |   |   |   |   |    |   |   |   |
| O. Skok         | 24            | 1             | 4             | 0             | 2                            | 0                            | 0                            | 0                            | 26       | 1    | 4           | 0          |   |   |   |   |    |   |   |   |
| J. Sobiech      | 30            | 1             | 4             | 1             | 2                            | 0                            | 1                            | 0                            | 32       | 1    | 5           | 1          |   |   |   |   |    |   |   |   |
| A. Spyrka       | 15            | 1             | 3             | 1             | 0                            | 0                            | 0                            | 0                            | 15       | 1    | 3           | 1          |   |   |   |   |    |   |   |   |
| A. Strehmel     | 22            | 0             | 3             | 0             | 1                            | 0                            | 0                            | 0                            | 23       | 0    | 3           | 0          |   |   |   |   |    |   |   |   |
| A. Teichmann    | 2             | 0             | 0             | 0             | 0                            | 0                            | 0                            | 0                            | 2        | 0    | 0           | 0          |   |   |   |   |    |   |   |   |